# Kjelbotnnuten
Kjelbotnnuten är en bergstopp i Antarktis. Den ligger i Östantarktis. Norge gör anspråk på området. Toppen på Kjelbotnnuten är 3 210 meter över havet.
Terrängen runt Kjelbotnnuten är varierad. Trakten är obefolkad. Det finns inga samhällen i närheten. 